# Antony Le Moigne
Antony Le Moigne né le 13 décembre 1979 à Rouen (Seine-Maritime), est le sportif français le plus titré en canicross, spécialiste de ce sport pratiqué avec des chiens. Il sera reçu au CNOSF après ses deux titres de champion du monde en 2013,,et 2015,

## Biographie
Antony Le Moigne, avec Phoenix, un greyster (croisement de braque allemand et lévrier greyhound) il va commencer son entrée en compétitions nationales, puis les podiums internationaux avec le premier titre mondial en Italie en 2013 puis son deuxième titre mondial au Canada en 2015.

### Début de carrière
À la suite de son retrait du canicross en compétition avec Canyon, rien ne prédisposait Antony Le Moigne à poursuivre dans ce sport. Il rencontre une portée de chiots en Belgique, et craque sur Phoenix. Après ses neuf mois, Antony Le Moigne tente une première fois au harnais avec Phoenix, sur une très courte distance et Antony Le Moigne découvre le « vrai » canicross de la survitesse. Première compétition en 2012, Phoenix a tout juste un an. C'est le trophée fédéral, Antony Le Moigne et Phoenix signent une première victoire. Quelques mois plus tard le championnat d'Europe ICF (International Canicross Federation) se déroule en Angleterre et le duo montera sur le podium à la troisième place. Une première année de course où le duo sera invaincu en France et signera une troisième place à l'international.
L'entrainement se poursuit et l'année 2013 va être un tremplin pour le binôme. Toujours invaincus en France et qualification pour les championnats d'Europe en Suisse en ICF et championnat du monde en Italie en IFSS.
Lors des championnats d'Europe ICF en Suisse le duo se place deuxième à l'issue de la première manche. Malheureusement lors de la longue attente du départ de la deuxième manche, disputée en départ groupé, Phoenix s'énerve et casse le baudrier d'Antony Le Moigne à 10 secondes du départ. Le binôme est contraint d'abandonner.
Un mois plus tard lors des championnats du monde IFSS en Italie ils remportent le premier titre mondial.
En 2014 et 2016 il est reçu au Comité national olympique et sportif français à la suite de ses titres mondiaux en individuel,,.
En 2022, après un dernier titre de Champion du Monde ICF avec Atlas en canicross, il met fin à sa carrière internationale en canicross.

### Médias
Différentes émissions se sont intéressées à Antony Le Moigne pour sa régularité dans les performances sportives avec ses différents chiens et permet de promouvoir ce sport. D'abord France 3 région puis Normandie Matin (France 3) en 2015, sur BFM Business en 2016, c'est au programme en 2018 Télématin 2018,, Les animaux de la 8, sur  CANAL + et dans La Gaule D'Antoine sur CANAL + le 13 novembre 2020,.
Puis la création de deux productions en 2014 et en 2016 à la suite de ses deux titres de champion du monde,,,,.

## Palmarès

### Atlas
Avec Atlas, Antony Le Moigne concourre en trottinette, en canicross :
- 2024 : CHAMPION DU MONDE ICF en canicross Vétéran 1 à Bardonnechia (ITALIE)[25],[26]
- 2024 : CHAMPION de FRANCE FFSLC en canicross Vétéran 1 à Loupes[27]
- 2023 : Vice CHAMPION de France FFST en DS2 avec Link  (trottinette 2 chiens)[28]
- 2022: CHAMPION DU MONDE ICF en canicross à Pledran en Vétéran 1 (France)[29]
- 2020 :  Vainqueur de la Woof Run en canicross
- 2019: CHAMPION DE FRANCE FFST à Bischheim en trottinette deux chiens avec Opale[30]

### Link
Avec Link, Antony Le Moigne concourt en canicross  et Ski-Joering
- 2023 : Vice CHAMPION de France FFST en DS2  avec Atlas  (trottinette 2 chiens)[28]
- 2022 : CHAMPION DE FRANCE FFST en Ski-Joering[31]
- 2018, 2019 : CHAMPION DE FRANCE FFST[32],[30] en canicross
- 2019 : CHAMPION D'EUROPE vétéran ICF en Belgique en[33],[34],[35]en canicross
- 2019 : CHAMPION DU MONDE de relais en IFSS en Suède en[36]en canicross
- 2019 : 4e aux championnats du monde élite en IFSS en Suède[37]en canicross
- 2018 : 3e au championnat du monde ICF en Pologne en[38]en canicross
- 2018 : VICE CHAMPION D'EUROPE IFSS (Suède) 2en canicross[39]
- 2018, 2019 : CHAMPION fédéral FSLC  en canicross[40],[41]
- 11/09/2019 : Marque mondiale établie sur 1 km[42],[43],[44]: en 2'05"589, au sein du Parc Equestre de Lamotte Beuvron[45]
- Nombreuses victoires sur différentes courses de canicross[46],[47]

### Opale
Avec Opale, Antony Le Moigne concourre en canicross, cani-VTT, trottinette et en ski joering :
- 2019 : CHAMPION DE FRANCE FFST à Bischheim en trottinette deux chiens avec Atlas[48]
- 2019 : Participation aux championnats du Monde Neige à Bessans en Ski Joering 2 chiens avec Link[49],[50],[51]
- 2018 : CHAMPION Fédéral en 2018 Fourmies en cani-VTT[52]
- 2018 : 3e aux championnats de France de Ski joering à Les Rousses[53]
- 2018 : CHAMPION DE FRANCE FFST de cani-VTT et canicross
- 2018 : invaincu en France en canivtt en 2018
- 2017  : CHAMPION  fédéral (FSLC) en 2017 en canicross[54],[52]
- 2017 : CHAMPION DE FRANCE de canicross[55]
- 2017 : Vainqueur de la manche coupe de monde en France  de cani-VTT
- 2017 : 5e au championnat d'Europe ICF en canicross en Italie

### Phoenix
Avec Phoenix, Antony Le Moigne concourt en canicross, cani-VTT :
- Saison 2012 à 2017 : invaincu en France[56],[57],[58],[59]
- 2016 : VICE CHAMPION D'EUROPE IFSS (Angleterre)[60],[61].
- 2016 : 4e au championnat d'Europe ECF (République tchèque)
- 2016 : CHAMPION DE FRANCE FFST canicross
- 2015 et 2016 : CHAMPION DE FRANCE FFST cani-VTT
- 2015 : CHAMPION D'EUROPE ECF de canicross (Écosse) 2015[62]
- 2015 : CHAMPION DU MONDE IFSS de canicross Canada[63],[64]
- 2015 : CHAMPION DE FRANCE FFST canicross
- 2014 : Vainqueur du Grand Prix européen (ECF) en France
- 2014 : CHAMPION D'EUROPE IFSS de canicross (France) 2014[65]
- 2014 : CHAMPION DE FRANCE FFST canicross[66]
- 2014 : 3e aux championnats de France cani-VTT FFST[67]
- 2013 : CHAMPION DU MONDE IFSS de canicross Italie[68]
- 2013 : CHAMPION DE FRANCE FFST canicross
- 2012 : 3e aux Championnats d'Europe (Angleterre)
- 2012 : CHAMPION DE FRANCE FFST canicross[69]
- 2012 : Victoire au trophée Sud Bourgogne 2012[70]
- 2012 à 2016 : CHAMPION FEDERAL FSLC[71]

Fin de carrière mars 2017

### Canyon
Avec Canyon, Antony Le Moigne concoure en canicross :
- Plus de 31 podiums de 2009 à 2011
- 2011 : vice-champion fédéral (FSLC) en canicross
- 2010 : Champion de France FFST[72]
- 2010 : 3e au championnat fédéral (FSLC)  en canicross
- 2009 : 3e au trophée des montagnes en 2009